# Farhad Fatkullin
Farhad Fatkullin, (tatariska Фаткуллин Фәрһад Hаил улы; ryska Фархад Наилевич Фаткуллин) född den 2 november 1979 i Kazan i republiken Tatarstan i Ryssland, är en rysk aktivist och tolk. Fatkullin är känd för sitt arbete för minoritetsspråken i Ryssland. Han blev utsedd till Årets Wikimedian 2018 och fick motta sitt pris av Jimmy Wales på Wikimania i augusti 2018. Fatkullin fick utmärkelsen just för sitt arbete kring minoritetsspråk i Ryssland och de Wikipediaprojekt han drivit i denna anda.
Fatkullian arbetar som tolk och har tidigare tjänstgjort för Tatarstans tidigare president, Mintimer Shaimiev.